# C17H22O3
化学式C17H22O3（分子量 274.36 g/mol）可能指：
- 羧雌醚（英语：Carbestrol），CAS号：1755-52-8
- 水杨酸橙花酯，CAS号：856943-50-5 
  - (E)-异构体，CAS号：72934-20-4
- 水杨酸芳樟酯，CAS号：7149-28-2
- 3β-乙酰氧基苍术酮，CAS号：61206-10-8
- 3-香叶基-4-羟基苯甲酸，CAS号：68631-48-1

|  | 这个同类索引页列出了具有相同分子式的化学物（即同分異構體）条目。 除非您是有意链接至本页，否则应将相应条目的内部链接指向正确的条目。 |